# Isthmohyla lancasteri
Espèce
Synonymes
- Hyla lancasteri Barbour, 1928
- Hyla moraviaensis Taylor, 1952

Statut de conservation UICN

 LC  : Préoccupation mineure
Isthmohyla lancasteri est une espèce d'amphibiens de la famille des Hylidae.

## Répartition
Cette espèce se rencontre au Costa Rica et dans l'ouest du Panama entre 368 et 1 200 m d'altitude dans la cordillère de Talamanca,.

## Étymologie
Cette espèce est nommée en l'honneur de C. R. Lancaster.

## Publication originale
- Barbour, 1928 : New Central American frogs. Proceedings of the New England Zoological Club, vol. 10, p. 25–31.